# Горбач Віталій Борисович
Віталій Борисович Горбач — старший солдат, старший кулеметник 2-го відділення розвідки 1-го батальйону оперативного призначення окремого загону спеціального призначення «Азов» НГУ, що загинув у ході російського вторгнення в Україну у 2022 році, учасник російсько-української війни.

## Життєпис
Народився 18 жовтня 1985 року в м. Мені на Чернігівщині.
Віталій з того покоління, яке формувалося в період поширення ігрових приставок. Саме з першої Dendy, яку подарував йому рідний дядько, почалося справжнє захоплення відеоіграми. Згодом у Віталія була не одна, а ціла колекція ігрових консолей. Тоді діти і підлітки ледь не з ранку до ночі проводли віртуальні баталії.
Мав не одного улюбленого героя, але найбільшу повагу у нього викликав Кратос — головний герой серії відеоігор God of War. Можливо, через видиму схожість з ним саме «Кратос» став позивним Віталія на війні.
Окрім відеоігор, у Віталія було ще одне глибоке захоплення — спорт. Він любив біг, неодноразово брав участь у марафонах на дистанції 42,195 км, виступав на районних і обласних змаганнях з жиму штанги лежачи, а також у полкових турнірах під час служби.
Одразу по закінченню Менської гімназії, пішов на строкову службу до Збройних сил України. Через півтора року, повернувшись з армії, працював в охоронних структурах.
Свій перший бойовий досвід отримав у 2014 році, коли розпочалися воєнні дії на сході України. Мобілізований до лав Збройних сил України. Більше року служив на Донбасі. Після демобілізації у 2015 році повернувся до рідного міста.
Проходив службу у складі окремого загону спеціального призначення «Азов» НГУ з 2019-го року. У січні 2022-го року закінчувався його контракт і він вирішив продовжити його.
15 березня 2022 року загинув в боях з агресором під час оборони м. Маріуполя.
06 серпня 2022 року похований на центральному кладовищі в м. Мені на Чернігівщині.

## Вшанування пам'яті
26 вересня 2022 року рішенням Менської міської ради вулицю 8-го березня в м. Мені було перейменовано на честь Віталія Горбача.
16 лютого 2024 року на екранах київського ЦУМу транслювали відеоролик, присвячений загиблим захисникам Маріуполя, серед яких був і Віталій Горбач.
Щороку в м. Мені проводиться молодіжний пам'ятний марафон на честь Віталія Горбача та інших загиблих воїнів-земляків:
- 2022 — перший марафон, організований місцевою молоддю спільно з громадою, присвячений Віталію Горбачу та всім загиблим захисникам[7];
- 2023 — другий марафон, що продовжив започатковану традицію[8];
- 2024 — черговий забіг, який став щорічним символом пам'яті Віталія Горбача[9].
- 2025 — відбувся традиційний молодіжний марафон, присвячений пам’яті загиблого Воїна, менянина Віталія Горбача та всіх загиблих воїнів[10].

## Нагороди
- орден «За мужність» III ступеня (2022, посмертно) — за особисту мужність і самовіддані дії, виявлені у захисті державного суверенітету та територіальної цілісності України, вірність військовій присязі, зразкове виконання службового обов'язку.